# Ławrów (obwód wołyński)
Ławrów (ukr. Лаврів) – wieś na Ukrainie w rejonie łuckim, obwodu wołyńskiego.
W pobliżu znajduje się przystanek kolejowy Ławrów, położony na linii Lwów – Kiwerce.